# Марта (Витербо)
Марта (итал. Marta) је насеље у Италији у округу Витербо, региону Лацио.
Према процени из 2011. у насељу је живело 3253 становника. Насеље се налази на надморској висини од 318 м.

## Становништво
Према резултатима пописа становништва 2011. у општини је живело 3.520 становника.
| 1936. | 1951. | 1961. | 1971. | 1981. | 1991. | 2001. | 2011. |
| ----- | ----- | ----- | ----- | ----- | ----- | ----- | ----- |
| 2.953 | 3.260 | 3.302 | 3.279 | 3.361 | 3.372 | 3.436 | 3.520 |

## Партнерски градови
- Montegiorgio